# Старотимошкино (Аургазинский район)
Старотимошкино (баш. Иҫке Тимешкә) — деревня в Уршакском сельсовете Аургазинского района Республики Башкортостан России.

## Географическое положение
Расстояние до:
- районного центра (Толбазы): 29 км,
- центра сельсовета (Староабсалямово): 10 км,
- ближайшей железнодорожной станции (Давлеканово): 50 км.

## Население
| 2002 | 2009 | 2010 |
| ---- | ---- | ---- |
| 68   | ↘55  | ↘53  |

Согласно переписи 2002 года, преобладающая национальность — татары (97 %).